# Daption
Daption is een geslacht van vogels uit de familie stormvogels (Procellariidae). Het geslacht telt één soort.

## Soorten
- Daption capense – Kaapse stormvogel